# 타르트 타탱
타르트 타탱(프랑스어: Tarte Tatin)은 설탕과 버터를 넣고 사과를 넣어 구우는 프랑스식 사과 파이이다. 사과 슬라이스에 버터와 설탕을 뿌리고 반죽을 덧씌워 오븐에 구운 프랑스 상트르 지방의 애플 타르트이다.

## 어원
타르트 타탱(tarte tatin)은 이 타르트를 처음 만든 것으로 전해지는 자매의 성(family name) 타탱(Tartin)을 따라 붙인 이름이다.

## 역사
타르트 타탱(Tarte Tatin)은 이 타르트를 처음 만든 것으로 전해지는 타탱 자매(Tartin)를 따라 붙여진 이름이다. 타르트 타탱은 1880년대 프랑스 루아르 밸리에 위치한 작은 시골 마을인 라모트-뵈브롱에 사는 두 자매 카롤린(Caroline, 1847년 ~ 1911년)과 스테파니(Stéphanie, 1838년 ~ 1917년) 타탱이 처음 만든 것으로 전해진다. 당시 두 자매는 이 지역에서 타탱 호텔(Hotel Tatin)을 운영하고 있었다.
두 자매가 타르트 타탱을 처음 개발한 경위에 대해서는 정확하지는 않지만 다음과 같은 설이 전해지고 있다. 우선 어느 사냥철 손님들 맞이로 바쁜 와중에 요리 솜씨가 뛰어나 주방일을 도맡고 있던 언니 스테파니가 애플 파이를 구우려던 참에 사과를 버터와 설탕에 너무 오래 익혀버리고 말았다. 망친 요리를 살려내고자 그 위에 페이스트리 반죽을 얹고 오븐에서 구운 것이 뜻밖에 호텔 손님들의 호응을 얻게 되었다는 설이다. 또 다른 설은 어느 날 언니인 스테파니가 오븐에 타르트를 뒤집어 넣고 말았는데, 위아래가 뒤집힌 애플 타르트를 식힐 새도 없이 손님에게 낸 것이 바로 오늘날 타르트 타탱의 기원이 되었다는 이야기이다. 프랑스 사람들은 이러한 의미에서 이 애플 타르트를 ‘타르트 데 드무아젤 타탱(tarte des demoiselles tatin, 타탱 자매의 타르트)’이라고 부르기도 한다.

## 같이 보기
- 사과 케이크
- 사과 파이